# Комбремон
Комбремон (фр. Combrimont) је насељено место у Француској у региону Лорена, у департману Вогези.
По подацима из 2011. године у општини је живело 163 становника, а густина насељености је износила 31,29 становника/km².

## Демографија
| 1962. | 1968. | 1975. | 1982. | 1990. | 2011. |
| ----- | ----- | ----- | ----- | ----- | ----- |
| 151   | 143   | 116   | 167   | 172   | 163   |